# Motí de la Granja de San Ildefonso
El motí de la Granja de San Ildefonso fou una revolta militar que esdevingué a Espanya durant la Presidència del Consell de Ministres d'Espanya de Francisco Javier de Istúriz, quan era regent Maria Cristina de Borbó-Dues Sicílies l'estiu de 1836.

## Els fets
Hi havia un gran descontentament popular amb revoltes arreu l'Estat, principalment a Màlaga, Saragossa i Barcelona, a conseqüència de les decisions preses en política econòmica mesos abans pel llavors President del Consell, Juan Álvarez Mendizábal segons uns, o pel descontentament amb la política conservadora del Govern segons uns altres. Quan la regent era de vacances al Palau de La Granja de San Ildefonso el 12 d'agost, el segon regiment de la Guàrdia Reial, en connivència amb comandaments militars de diferents zones i alguns elements de la premsa, es va dirigir al Palau per a reclamar de Maria Cristina la reinstauració de la Constitució de 1812 i la derogació de l'Estatut Reial de 1834. Encara que en un primer moment Maria Cristina va tractar de guanyar temps prometent una nova constitució, durant la matinada es va sentir presa de la seva pròpia Guàrdia i, sabent dels moviments de distints generals a diverses províncies reclamant la volta al constitucionalisme prefernandí, va capitular i va dictar un Reial decret en el qual va ordenar la publicació de la Constitució de 1812 i que fossin reunides al més aviat possible les Corts Espanyoles a fi de ratificar aquesta norma fonamental o bé redactar-ne una altra de nova. L'endemà, Istúriz dimití i fou nomenat President del Consell el liberal José María Calatrava, que restituí Mendizábal com a Ministre d'Hisenda. Mendizábal va assumir la cartera d'Hisenda el 1837 i va assolir portar a terme la desamortització de béns eclesiàstics que ja havia proposat en 1835.

## Cronologia
- 29 de juny - El general Miguel Gómez Damas, al capdavant d'una força de 3.000 homes, creua l'Ebre iniciant la seva expedició en territori teòricament dominat per les forces governamentals i que el durà fins a Algesires i de tornada al País Basc.
- 30 de juny - Davant dels actes d'indisciplina que es multipliquen entre la tropa, Luis Fernández de Córdoba, general en cap de l'exèrcit del Nord, ha de recordar a Pamplona als seus soldats els seus deures i l'obligació de sofrir privacions.
- 4 de juliol - A Haro, Córdoba parla de la penúria que sofreix el seu exèrcit, el que està provocant continus excessos i abusos a ciutadans. Hi ha desmoralització i moltes desercions.
- 10 de juliol - Córdoba s'entrevista amb el general Bruno Villarreal, comandant de les tropes carlines, a La Puebla de Arganzón, localitat a l'oest de Vitòria. Quan la notícia de la trobada arriba a Madrid, provocarà forta una inquietud en interpretar-se que existeixen converses per a posar fi a la guerra. En realitat els caps van parlar sobre tracte a presoners i represàlies.
- 17 de juliol - La població de Madrid surt a la nit a festejar el resultat de les eleccions, però la demostració és malinterpretada per l'autoritat i provoca una dura repressió ordenada per Genaro Quesada, capità general de Castella la Nova.
- 25 de juliol - Motí a Màlaga amb l'assassinat dels governadors militar i civil.
- 26 de juliol - Es crea una junta de govern a Màlaga que proclama la Constitució de 1812
- 29 de juliol - Cadis es revolta, es crea una junta provincial.
- 30 de juliol - Revolta de Sevilla i Granada.
- 31 de juliol - Revolta de Còrdova.
- 1 d'agost - Revolta de Saragossa.
- 3 d'agost - Revolta de Badajoz.
- 5 d'agost - Estat d'excepció a Madrid.
- 8 d'agost - Revolta de València.
- 11 d'agost - Revolta d'Alacant, Múrcia, Castelló de la Plana i Cartagena.
- 13 d'agost - Revolta de Barcelona.